# 최인호 (1966년)
최인호(崔仁昊, 1966년 10월 15일~)는 대한민국의 정치인으로, 제20·21대 국회의원이다.

## 생애
1966년 경상남도 창녕군 영산면에서 태어났다. 이후 부산광역시로 건너와 동인고등학교, 부산대학교를 졸업하였다. 1988년 부산대학교 총학생회장을 거쳐 노무현의 비서로 처음 정계에 입문했다. 그리고 노무현과 함께 정치적 고락을 같이 하면서 2002년 대한민국 제16대 대통령 선거에서는 비서관으로 자리 잡았고, 참여정부 출범 이후에는 청와대 부대변인과 국내언론비서관으로 근무하기도 했다. 
2002년 대한민국 재보궐선거 당시 손태인 전 의원의 사망으로 인해 궐석이 된 해운대구·기장군 갑 선거구에 새천년민주당 후보로 출마했으나 20% 득표율에 그치며 69.6%를 득표한 한나라당 서병수 후보에게 무려 3배 이상의 격차로 대패하였다. 2년 후 대한민국 제17대 국회의원 선거 때 열린우리당 후보로 같은 선거구에 재출마했다. 노무현 대통령 탄핵 소추 사태 역풍이 불어닥쳤기 때문에 그 덕으로 당선될 가능성이 높았고 실제 출구조사에서도 서병수 후보보다 앞서는 것으로 예측되었으나 본 개표 결과 44.44%: 55.55%로 11.11% 차로 석패하며 낙선의 고배를 마시고 말았다. 이후 대한민국 제18대 국회의원 선거엔 불출마를 선언했고 한동안 정치권과 거리를 두고 살았다.
그러나 2009년 5월 23일에 노무현 대통령이 급사하면서 다시 정치권에 복귀해 민주당에 복당해 2010년 부산시당 위원장을 맡았다. 이후 지역구를 해운대구·기장군 갑에서 낙동강 벨트 지역인 사하구 갑으로 옮겨 표밭을 다졌고 2012년 대한민국 제19대 국회의원 선거 때 사하구 갑 선거구에 출마했다. 당시 상대는 동아대학교 교수이자 2004 아테네 올림픽 당시 태권도 금메달리스트였던 새누리당 문대성 후보였는데 선거 직전 논문 표절 논란으로 여론이 악화되어 당선 가능성이 높게 점쳐졌다. 실제 출구조사에서도 44.8%: 44.3%로 최인호의 경합 우세로 점쳐졌다. 그러나 개표 결과 하단동과 당리동에서 합계 276표 차로 이겼지만 괴정동에서 문대성의 몰표가 쏟아져 나오며 41.61%: 45.14%로 득표율 3.53%, 득표 수 2,380표 차로 석패했다. 이렇게 17대, 19대 총선에서 2번이나 출구조사에서 이기고 본 개표에서 졌다고 해서 그에게 '출구조사 재선의원'이란 별명이 붙었다.
2016년 대한민국 제20대 국회의원 선거 때 더불어민주당의 단수공천을 받아 사하구 갑 선거구에 다시 출마했다. 현역 의원이었던 새누리당 문대성 후보는 고향인 인천광역시 남동구 갑으로 지역구를 옮겼고 경선에서 전 부산광역시장 허남식을 꺾는 이변을 일으킨 전 부산시의원 김척수 후보가 출마했다. 선거 당일 출구조사에선 또 47.7%: 47.2%로 최인호의 경합 우세로 예측되었다. 하지만 이번엔 지난 2번의 총선과 달리 본 개표에서도 49.36%: 45.41%로 김척수 후보를 득표율 3.95%, 득표 수 2,730표 차로 꺾고 4번째 도전만에 당선되는 기쁨을 누렸다. 당시에 북구·강서구 갑에서 전재수 후보, 부산진구 갑에서 김영춘 후보, 연제구에서 김해영 후보, 남구 을에서 박재호 후보가 당선되며 3당 합당 이후 26년 만에 더불어민주당이 부산에서 5석을 차지하는 성과를 누려 이들과 함께 '독수리 5형제'란 별명을 얻게 되었다.
2020년 대한민국 제21대 국회의원 선거에도 더불어민주당의 단수공천을 받아 사하구 갑 선거구에 다시 출마했다. 상대는 4년 전에 겨뤘던 미래통합당 김척수 후보였다. 그러나 이번엔 4년 전과 달리 우세 지역이었던 하단동의 표 차가 반 이상 줄어버렸고 당리동에서는 도리어 김척수 후보에게 패배했으며 열세 지역인 괴정동에서의 표 차가 4년 전에 비해 약간 더 벌어지며 위기에 몰렸다. 개표율 93% 시점에 김척수 후보의 당선 확실 선언까지 내려지며 크게 위기에 몰렸으나 마지막으로 관외사전투표함이 개함되면서 거기서 몰표가 쏟아져나온 덕분에 역전에 성공했고 최종 개표 결과 50%: 49.13%로 득표율 0.87%, 득표 수 697표 차로 김척수 후보를 간신히 꺾고 재선에 성공했다. 이 와중에 4월 16일 MBC 뉴스투데이는 제대로 선거 결과를 확인하지 못했는지 김척수 후보가 500여 표 차로 승리해 당선되었다는 오보를 전하는 해프닝이 있었다.

## 학력
- 영산국민학교 졸업
- 금사중학교 졸업
- 동인고등학교 졸업
- 부산대학교 정치외교학 학사
- 부산대학교 대학원 정치외교학 석사
- 부산대학교 대학원 정치외교학 박사과정 수료

## 경력
- 1989년 부산대학교 총학생회장
- 2002년~2003년 새천년민주당 부산광역시 지부 해운대구·기장군 갑 지구당위원장
- 2002년 제16대 대통령 선거 새천년민주당 노무현 대통령 후보 보좌역
- 2003년 대통령직속 국가균형발전위원회 자문위원
- 2005년 대통령비서실 부대변인
- 2006년 대통령비서실 국내언론비서관
- 2007년 열린우리당 전국청년위원장
- 2010년 10월~2011년 12월 민주당 부산광역시당 위원장
- 2011년 12월~2012년 7월 민주통합당 부산광역시당 위원장
- 2012년 5월~2013년 5월 민주통합당 부산광역시당 사하구 갑 지역위원회 위원장
- 2013년 5월~2014년 3월 민주당 부산광역시당 사하구 갑 지역위원회 위원장
- 2014년 3월~2015년 12월 새정치민주연합 부산광역시당 사하구 갑 지역위원회 위원장
- 2015년 6월~2015년 10월 새정치민주연합 혁신위원회 위원
- 2015년 12월~ 더불어민주당 부산광역시당 사하구 갑 지역위원회 위원장
- 2016년 4월 13일 대한민국 제20대 국회의원 선거 당선(부산 사하구 갑, 더불어민주당, 초선)
- 2016년 5월~2016년 8월 더불어민주당 원내부대표
- 2016년 6월 더불어민주당 을지로위원회 위원
- 2016년 8월~2018년 8월 더불어민주당 부산광역시당 위원장
- 2016년 8월~2017년 2월 더불어민주당 최고위원
- 2016년 9월 더불어민주당 원자력안전대책특별위원회 위원장
- 2020년 4월 15일: 대한민국 제21대 국회의원 선거 당선(부산 사하구 갑, 더불어민주당, 재선)
- 2020년 8월~2021년 4월 더불어민주당 수석대변인
- 2020년 11월~ 민주주의 4.0 연구원 이사
- 2022년 9월~2023년 11월 더불어민주당 정책위원회 제5정책조정위원장
- 2023년 11월~2024년 5월 더불어민주당 정책위원회 제4정책조정위원장
- 2025년 7월~ 더불어민주당 3대특검종합대응특별위원회 김건희특검TF 위원

### 의정 활동
- 2016년 5월~2020년 5월: 제20대 국회의원(부산 사하구 갑, 더불어민주당, 초선)
  - 2016년 5월~2016년 8월: 제20대 국회 전반기 운영위원회 위원
  - 2016년 5월~2018년 5월: 제20대 국회 전반기 국토교통위원회 위원
  - 2017년 1월~2017년 12월: 제20대 국회 헌법개정특별위원회 위원
  - 2018년 1월~2018년 6월: 제20대 국회 헌법개정 및 정치개혁특별위원회 위원
  - 2018년 7월~2020년 5월: 제20대 국회 후반기 산업통상자원중소벤처기업위원회 위원
  - 2018년 10월~2019년 8월: 제20대 국회 정치개혁 특별위원회 위원
- 2020년 5월~2024년 5월: 제21대 국회의원(부산 사하구 갑, 더불어민주당, 재선)
  - 2020년 6월~2022년 5월: 제21대 국회 전반기 농림축산식품해양수산위원회 위원
  - 2020년 6월~2020년 11월: 제21대 국회 전반기 예산결산특별위원회 위원
  - 2020년 7월~2024년 5월: 한중차세대리더포럼 구성의원
  - 2022년 1월~2023년 12월: 제21대 국회 2030 부산세계박람회 유치지원 특별위원회 위원
  - 2022년 7월~2022년 10월: 민생경제안정특별위원회 위원
  - 2022년 7월~2024년 5월: 제21대 국회 후반기 국토교통위원회 간사

## 범죄사실
- 도로교통법위반(음주운전): 벌금 150만원 - 2000년 4월 12일 선고[4]

### 감금·폭행 등
1989년 10월 19일 부산지방검찰청은 최인호를 폭력행위등처벌에관한법률위반 혐의로 수배했다. 부산·울산지역총학생협의회 의장인 최인호는 다른 부산·울산지역총학생협의회 간부들과 함께 부산·울산지역총학생협의회 선전국장인 김태수(부산외국어대학 휴학생)를 감금, 구타하며 프락치임을 자백하라고 강요한 혐의를 받았다. 10월 26일 부산시 경찰국은 최인호에게 개별출석요구서를 발부했다.
1989년 11월 18일 새벽 3시30분 경 부산 금정경찰서는 경찰 1백70여명을 부산대학교에에 투입, 국가보안법 위반 혐의로 사전구속영장이 발부되어 있던 최인호를 구속했다.
1990년 9월 12일 특수공무집행방해치상, 중감금치상, 폭력행위등처벌에관한법률위반, 집회및시위에관한법률위반, 화염병사용등의처벌에관한법률위반, 노동쟁의조정법위반, 중감금미수, 국가보안법위반(기타) 혐의로 징역 2년, 자격정지 2년을 선고받았으며 1993년 3월 6일 특별사면복권되었다.

## 역대 선거 결과
|  | 20.06% |

|  | 44.44% |

|  | 41.61% |

|  | 49.36% |

|  | 50.00% |

|  | 49.60% |

## 소속 정당
| 소속 정당 | 소속 정당      | 소속 기간 | 비고      |
| --------- | -------------- | --------- | --------- |
|           | 통일민주당     | 1988~1990 | 정계 입문 |
|           | 무소속         | 1990      | 탈당      |
|           | 민주당         | 1990~1991 | 창당      |
|           | 민주통합당     | 1991~1995 | 합당      |
|           | 통합민주당     | 1995~1996 | 합당      |
|           | 민주당         | 1996~1997 | 당명 변경 |
|           | 무소속         | 1997      | 탈당      |
|           | 새정치국민회의 | 1997~2000 | 입당      |
|           | 새천년민주당   | 2000~2003 | 합당      |
|           | 무소속         | 2003      | 탈당      |
|           | 열린우리당     | 2003~2005 | 창당      |
|           | 무소속         | 2005~2007 | 탈당      |
|           | 열린우리당     | 2007      | 복당      |
|           | 대통합민주신당 | 2007~2008 | 합당      |
|           | 통합민주당     | 2008      | 합당      |
|           | 민주당         | 2008~2011 | 당명 변경 |
|           | 민주통합당     | 2011~2013 | 합당      |
|           | 민주당         | 2013~2014 | 당명 변경 |
|           | 새정치민주연합 | 2014~2015 | 합당      |
|           | 더불어민주당   | 2015~현재 | 당명 변경 |

## 같이 보기
- 사하구 갑
- 부산 사하구의 국회의원